# Portugals fodboldforbund
Federação Portuguesa de Futebol (FPF) er Portugals nationale fodboldforbund og dermed det øverste ledelsesorgan for fodbold i landet. Det administrerer de portugisiske fodbolddivisioner, Portugals Cup og landsholdet og har hovedsæde i Lissabon.
Forbundet blev grundlagt i 1914. Det blev medlem af FIFA i 1923 og medlem af UEFA i 1954.

## Ekstern henvisning
- FPF.pt

| Fodbold | Spire Denne artikel om en fodboldorganisation er en spire som bør udbygges. Du er velkommen til at hjælpe Wikipedia ved at udvide den. |

|  | Denne artikel er mærket geografiske koordinater mangler og der er defineret et hovedkvarter Pt. kan skabelonen, som sættes denne besked, ikke håndtere geografiske koordinater på et hovedkvarter. Men der arbejdes på sagen. Du kan hjælpe ved at indsætte koordinater i wikidata. |

1. ↑  Navnet er anført på engelsk og stammer fra Wikidata hvor navnet endnu ikke findes på dansk.